# The Gay Falcon

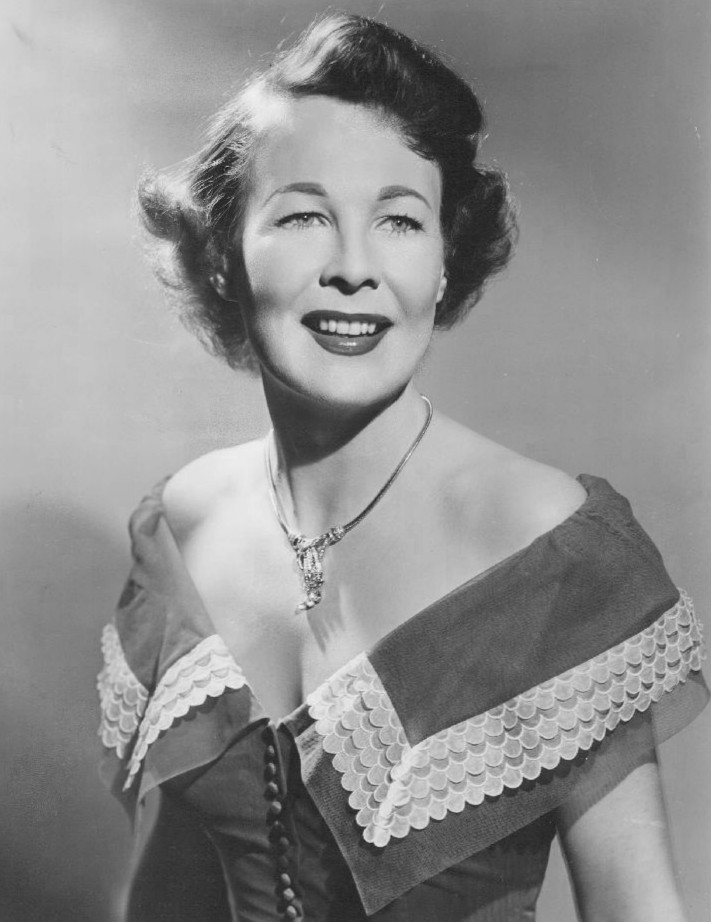
Wendy Barrie em fotografia promocional de 1950. Inglesa, estreou em Hollywood em 1934.Sua associação com o gângster Bugsy Siegel estragou-lhe a carreira e ela viu-se relegada a produções B, como as séries do O Santo e O Falcão. Retirou-se para a TV, onde apresentou um dos primeiros talk shows. Vítima de AVC, faleceu em 1978.

The Gay Falcon (Brasil: O Falcão Alegre ) é um filme estadunidense de 1941, do gênero policial, dirigido por Irving Reis e estrelado por George Sanders e Wendy Barrie. Este é o primeiro dos treze filmes B que a RKO Pictures produziu com o detetive O Falcão, um personagem calcado em O Santo (mais algumas características de Don Juan e Philo Vance), criado por  Michael Arlen no conto The Gay Falcon, publicado em 1940.  Devido as semelhanças com O Santo, Leslie Charteris processou o estúdio.
Sanders, que interpretara O Santo cinco vezes, assumiu O Falcão em quatro, porém o ator mais identificado com o herói é Tom Conway (irmão de Sanders na vida real!), que estrelou os outros nove filmes da série.
The Gay Falcon fez sucesso entre as plateias, tendo gerado lucros de 108 000 dólares, em valores da época.

## Sinopse
Gay Lawrence, o Falcão, é contratado para guardar um valioso diamante. Quando o dono da joia é assassinado, ele passa a investigar uma quadrilha que age em conluio com gente da alta sociedade.

## Elenco
| Ator/Atriz     | Personagem              |
| -------------- | ----------------------- |
| George Sanders | Gay Lawrence / O Falcão |
| Wendy Barrie   | Helen Reed              |
| Allen Jenkins  | Goldie Locke            |
| Anne Hunter    | Elinor Benford          |
| Gladys Cooper  | Maxine Wood             |
| Edward Brophy  | Bates                   |
| Arthur Shields | Inspetor Mike Waldeck   |
| Damian O'Flynn | Noel Weber              |
| Turhan Bey     | Manuel Retana           |
| Eddie Dunn     | Grimes                  |
| Lucile Gleason | Vera Gardner            |
| Willie Fung    | Jerry                   |

## Literatura
- JEWELL, Richard B. e HARBIN, Vernon, The RKO Story, terceira impressão, Londres: Octopus Books, 1984 (em inglês)
- MATTOS, A. C. Gomes de (2003). A Outra Face de Hollywood: Filme B. Rio de Janeiro: Editora Rocco. ISBN 85-325-1496-0